# Ninguém Tá Olhando
Ninguém Tá Olhando é uma série de televisão brasileira de comédia fantasiosa produzida pela Netflix e pela Gullane Entretenimento. Foi lançada em 22 de novembro de 2019. Em 3 de março de 2020, a série foi oficialmente cancelada pela Netflix.

## Premissa
Ulisses (ou apenas Uli) é um angelus insatisfeito com o quão arbitrárias são as ordens que ele recebe diariamente, decidindo então se rebelar e descobrir por si só os limites entre o bem e o mal. Do outro lado há a terrestre Miriam, uma moça cheia de crenças misturadas, desde budismo e astrologia, que mais empacam sua vida do que ajudam.

## Elenco

### Principal
| Ator            | Personagem           |
| --------------- | -------------------- |
| Victor Lamoglia | Ulisses Angelus      |
| Kéfera          | Miriam Lopes Texeira |
| Júlia Rabello   | Greta Angelus        |
| Augusto Madeira | Fred Angelus         |
| Danilo de Moura | Chun Angelus         |
| Leandro Ramos   | Dr. Sandro Serra     |
| Telma de Souza  | Wanda Angelus        |

### Recorrente
| Ator            | Personagem                     |
| --------------- | ------------------------------ |
| Projota         | Richard (4 episódios)          |
| Kevin Vechiatto | Querubim Angelus (3 episódios) |
| Eliana Guttman  | Cilene (3 episódios)           |
| Sergio Pardal   | Valdir Profeta (3 episódios)   |
| Fafá Rennó      | Tânia (3 episódios)            |

### Participações especiais
| Ator                | Personagem           | Episódio                           |
| ------------------- | -------------------- | ---------------------------------- |
| Thais Lago          | Ana                  | "Eita!"                            |
| Felipe Riquelme     | Tobias Angelus       | "Eita!"                            |
| Alice Gattai        | Sheila               | "Ai Meu Hamster"                   |
| Alexandre Paes Leme | Arthur               | "A vida não é aleatória por acaso" |
| Bella Marcatti      | Tatiana              | "A vida não é aleatória por acaso" |
| Felipe de Carolis   | Marcos Veloso        | "Chupa, Hamster!"                  |
| Esther Dias         | Isadora Veloso       | "Chupa, Hamster!"                  |
| Felipe Riquelme     | Tobias Angelus       | "Chupa, Hamster!"                  |
| Mariana Leme        | Filha da Cilene      | "Chupa, Hamster!"                  |
| Brenda Lígia        | Médica da Cilene     | "Chupa, Hamster!"                  |
| Celso Kamura        | Cabeleireiro         | "Chupa, Hamster!"                  |
| Thati Lopes         | Maribel Paschoalatto | "Anjo não, angelus"                |
| Priscila Sol        | Débora (jovem)       | "(des)crenças"                     |
| Murilo Meola        | Daniel (jovem)       | "(des)crenças"                     |
| Carlota Joaquina    | Cartomante           | "(des)crenças"                     |
| Maurício de Barros  | Curandeiro           | "(des)crenças"                     |
| Wallie Ruy          | Jandira              | "(des)crenças"                     |
| Hermínio Ribeiro    | Afonso               | "(des)crenças"                     |
| Felipe de Carolis   | Marcos Veloso        | "O que é imortal..."               |
| Esther Dias         | Isadora Veloso       | "O que é imortal..."               |
| Bella Marcatti      | Tatiana              | "O que é imortal..."               |
| Jackie Obrigon      | Débora (adulta)      | "O que é imortal..."               |
| Jackie Obrigon      | Débora (adulta)      | "Vale a pena?"                     |
| Paulo Vasconcelos   | Daniel (adulto)      | "Vale a pena?"                     |
| Wanessa Morgado     | Teresa Angelus       | "Vale a pena?"                     |

## Episódios

### 1.ª Temporada (2019)[5]
| N.º | Título                             | Dirigido por   | Escrito por    | Exibição original      |
| --- | ---------------------------------- | -------------- | -------------- | ---------------------- |
| 1 | "Eita!"                            | Daniel Rezende | Mariana Trench | 22 de novembro de 2019 |
| Depois de 300 anos, um novo anjo da guarda entra no Sistema Angelus. Mas sua natureza questionadora contraria as regras e provoca uma grande bagunça.                  |                                    |                |                |                        |
| 2 | "Ai Meu Hamster"                   | Daniel Rezende | Mariana Trench | 22 de novembro de 2019 |
| Na busca pela ajuda do veterinário Sandro e da generosa Miriam para reparar os danos que causou, Uli quebra mais uma regra.                                            |                                    |                |                |                        |
| 3 | "A vida não é aleatória por acaso" | Daniel Rezende | Mariana Trench | 22 de novembro de 2019 |
| Uli percebe que Miriam e Richard não foram feitos um para o outro, e tenta assim encontrar pares perfeitos para cada um. Greta descobre os prazeres da boa comida.     |                                    |                |                |                        |
| 4 | "Chupa, Hamster!"                  | Daniel Rezende | Mariana Trench | 22 de novembro de 2019 |
| Greta experimenta o sexo. Chun se sente atraído por uma mulher que ele protege. Em uma festa à fantasia, Uli ajuda um casal a realizar um desejo sexual secreto.       |                                    |                |                |                        |
| 5 | "Anjo não, angelus"                | Daniel Rezende | Mariana Trench | 22 de novembro de 2019 |
| Uli vê uma guru falando mentiras sobre os anjos da guarda e decide lhe dar uma lição. Uma reviravolta faz Chun pensar que está sendo punido.                           |                                    |                |                |                        |
| 6 | "(des)crenças"                     | Daniel Rezende | Mariana Trench | 22 de novembro de 2019 |
| A crença de Miriam na astrologia atrapalha sua relação com Uli. Greta visita um curandeiro. Fred acha que o fato de Uli não ter sido punido pode ser um sinal.         |                                    |                |                |                        |
| 7 | "O que é imortal..."               | Daniel Rezende | Mariana Trench | 22 de novembro de 2019 |
| Depois de ser acusado por Fred de não ter sido um impacto positivo como angelus, Uli decide conferir se as pessoas que ajudou melhoraram de vida.                      |                                    |                |                |                        |
| 8 | "Vale a pena?"                     | Daniel Rezende | Mariana Trench | 22 de novembro de 2019 |
| Na casa dos pais, Miriam recebe a visita de Uli e faz uma descoberta crucial. Sandro tenta um procedimento experimental na esperança de encontrar uma cura para Greta. |                                    |                |                |                        |

## Produção
A série tem como referência o filme City of Angels. O título da série expressa o questionamento sobre o que as pessoas pensam, fazem e falam quando ninguém olha. Em março de 2020, a série foi cancelada pela Netflix após uma temporada.
A série tem um trabalho mímico corporal com os angelus desenvolvido por Alvaro Assad como Diretor Corporal e Mímico.
Em outubro de 2020, foi indicada ao Emmy Internacional 2020 como Melhor Série de Comédia. No dia 23 de novembro de 2020, a série ganhou o Emmy Internacional.

## Lançamento
Ninguém Tá Olhando foi lançado em 11 de novembro de 2019 na Netflix.

## Prêmios e indicações
| Ano  | Prêmio             | Categoria               | Resultado | Ref.                 |
| ---- | ------------------ | ----------------------- | --------- | -------------------- |
| 2020 | Emmy Internacional | Melhor Série de Comédia | Venceu    | [ 12 ] [ 13 ] [ 14 ] |